# NGC 767
NGC 767 est une galaxie spirale barrée située dans la constellation de la Baleine. NGC 767 a été découverte par l'astronome américain Francis Leavenworth en 1886.

## Caractéristiques
Sa vitesse par rapport au fond diffus cosmologique est de 5 147 ± 19 km/s(5147 ± 19) km/s, ce qui correspond à une distance de Hubble de 75,9 ± 5,3 Mpc (∼248 millions d'al).
La classe de luminosité de NGC 767 est II et elle renferme des régions d'hydrogène ionisé.

## Paire de galaxies en interaction
Selon l'apparence de NGC 767 et de PGC 989194, ce sont probablement deux galaxies en interaction gravitationnelle.